# Сесса, Луиджи
Луиджи Сесса (итал. Luigi Sessa; 12 августа 1927 или 1927, Авеллино, Кампания — 1 января 2001, Флоренция) — итальянский органист.
В 1950 г. рукоположён в священники. Руководил церковной школой и детским хором при ней. В 1964 г. окончил Флорентийскую консерваторию по классу органа Алессандро Эспозито. С 1966 г. органист, а с 1973 г. также и хормейстер флорентийского кафедрального собора Санта-Мария-дель-Фьоре. Участвовал в ряде крупных событий церковной жизни города, в частности, дирижировал сводным хором всех городских приходов во время мессы, отслуженной Иоанном Павлом II во Флоренции в 1986 году. С 1993 г. возглавлял управление церковной музыки Архиепархии Флоренции. Концертировал в различных европейских странах, оставил ряд записей, в том числе произведения И. Г. Вальтера, В. А. Моцарта, Л. Боэльмана. Автор транскрипций религиозной музыки.
31 декабря 2001 года во время службы архиепископа Эннио Антонелли в кафедральном соборе Луиджи Сесса перенёс сердечный приступ сразу после того, как закончил дирижировать хором Exsultate, Deo Алессандро Скарлатти. Он был срочно госпитализирован и скончался через несколько часов.